# Pacifiški modroplavuti tun
Pacifiški modroplavuti tun (znanstveno ime Thunnus orientalis) je ena največjih vrst morskih rib in tudi ena najhitrejših.
Ta ribja vrsta se drsti v zahodnem Tihem oceanu med Okinavo in Filipini, najverjetneje pa tudi v Japonskem morju. Med odraščanjem se preselijo več kot 11.000 kilometrov daleč v vzhodni del Tihega oceana, od koder se nato vsako leto vrnejo drstit v rodne vode.
Pacifiški modroplavuti tun spolno dozori po dopolnjenem petem letu starosti, predvidevajo pa, da dočaka starost okoli 25 let. Odrasle ribe dosežejo do 1,5 metra v dolžino in lahko tehtajo do 204 kg. Prehranjujejo se pretežno z drugimi ribjimi vrstami, pa tudi z lignji, pelaškimi rakovicami ter drugimi morskimi živalmi.
Zaradi izjemne gospodarske vrednosti se je svetovna populacija pacifiškega modroplavutega tuna v zadnjih letih drastično zmanjšala, saj naj bi med letoma 1976 in 2006 svetovna populacija teh rib upadla za 90%.
Poleg gospodarskega lova je ta vrsta izjemno priljubljena tudi med športnimi ribiči.